# 세상의 아침 (드라마)
《세상의 아침》은 KBS 1TV에서 2000년 1월 1일에 방영된 신년 특집 드라마로, 대조적인 성격의 두 형제를 통해 서구적인 가치와 아시아적 가치 사이의 조화를 모색해보는 드라마다.

## 줄거리
대장장이 아버지를 둔 창수(조민기 분)와 창기(정찬 분)는 성격과 기질이 완전히 대조적 형제다. 창수는 어려서부터 탁월한 학업능력과 재능으로 자수성가해 증권업계에서 출세가도를 달리는 전도유망한 회사원이다. 반면, 동생 창기는 어려서부터 학업에는 뜻이 없고 운동과 무술에만 관심을 보이더니 보디가드 회사에 취직을 한다. 창기는 늘 형과 비교가 되어 구박을 받으며 성장해 약간 삐딱하게 자라났으나 정감과 의리가 넘치는 순수한 청년이다.

## 등장 인물
- 조민기 : 창수 역
- 정찬 : 창기 역
- 배종옥 : 창수의 아내 역
- 우희진 : 창기의 아내 역